# محوطه مریان ۱۱
محوطه مریان ۱۱ مربوط به تا دوران‌های تاریخی پس از اسلام است و در شهرستان طوالش، بخش مرکزی، روستای مریان واقع شده و این اثر در تاریخ ۲۷ بهمن ۱۳۸۲ با شمارهٔ ثبت ۱۱۰۱۰ به‌عنوان یکی از آثار ملی ایران به ثبت رسیده است.